# 極窓
極窓（ごくまど）は、1998年にNTSOFTが作成したファイルユーティリティソフトウェアである。特に拡張子判別機能に特化している。

## 概要
ファイルの圧縮解凍、ファイルのリネーム、ファイルの属性変更、ファイルのタイムスタンプ変更やファイルを簡易的に表示するビュア機能など多機能なソフトになっており、特にファイルの中身を解析して本来の拡張子を判別する機能にすぐれている。
最新版での対応拡張子は1200種類を超えている。対応拡張子は拡張子博物館で確認することができた。
公式サイトは既に消滅していて、アクセスするとウイルスサイトに繋がってしまう。

## 極窓Mobile
極窓Mobileは、極窓のモバイルPC版である。
- 最新版：2.10
- 最新版発表日：2008年5月17日
- 対応OS：Windows Mobile 6 / 5.0 / 2003SE / 2003
- 種別：ファイルユーティリティ
- ライセンス：フリーウェア
- 使用するには.NET Compact Framework 2.0が必要。
- 動作確認機種：SHARP Advanced／W-ZERO3 [es]（WS011SH） / W-ZERO3（WS004SH）

機能
機能としてはPC版よりも判別できる拡張子も少なく一部の機能も削られているがモバイル版のみの機能もある。